# کاله گورستان ویوا
کاله قبرستان ویوا مربوط به سدهٔ ۴ و ۵ ه.ق است و در شهرستان گلوگاه، بخش مرکزی، دهستان توسکا چشمه، ۱ کیلومتری جنوب شرقی روستای ویوا واقع شده و این اثر در تاریخ ۹ بهمن ۱۳۸۶ با شمارهٔ ثبت ۲۰۶۷۱ به‌عنوان یکی از آثار ملی ایران به ثبت رسیده است.